# Amy Goldstein
Amy Goldstein (Miami, 1958) es una productora, directora de cine y guionista estadounidense en diferentes formatos (series, películas y clips musicales). 

## Carrera
Amy Goldstein se graduó en el NYU film school. Dirigió videoclips de artistas mundialmente famosos como "Downtown Train" de Rod Stewart. Su musical lésbico, Because The Dawn, fue presentado en el Festival Internacional de Cine de Toronto de 1988. Con Scott Kraft coescribió y dirigió el film The Silencer. En 2000, Goldstein dirigió el akaureado film East of A sobre una familia alternativa que enfrenta los desafíos de criar a un niño con VIH. Amy escribe tanto para cine como para televisión, como pilotos de HBO, CBS, Fox, Showtime y MTV, y un musical hip-hop para Polygram/Jersey Films.

## Filmografía

### Largometraje

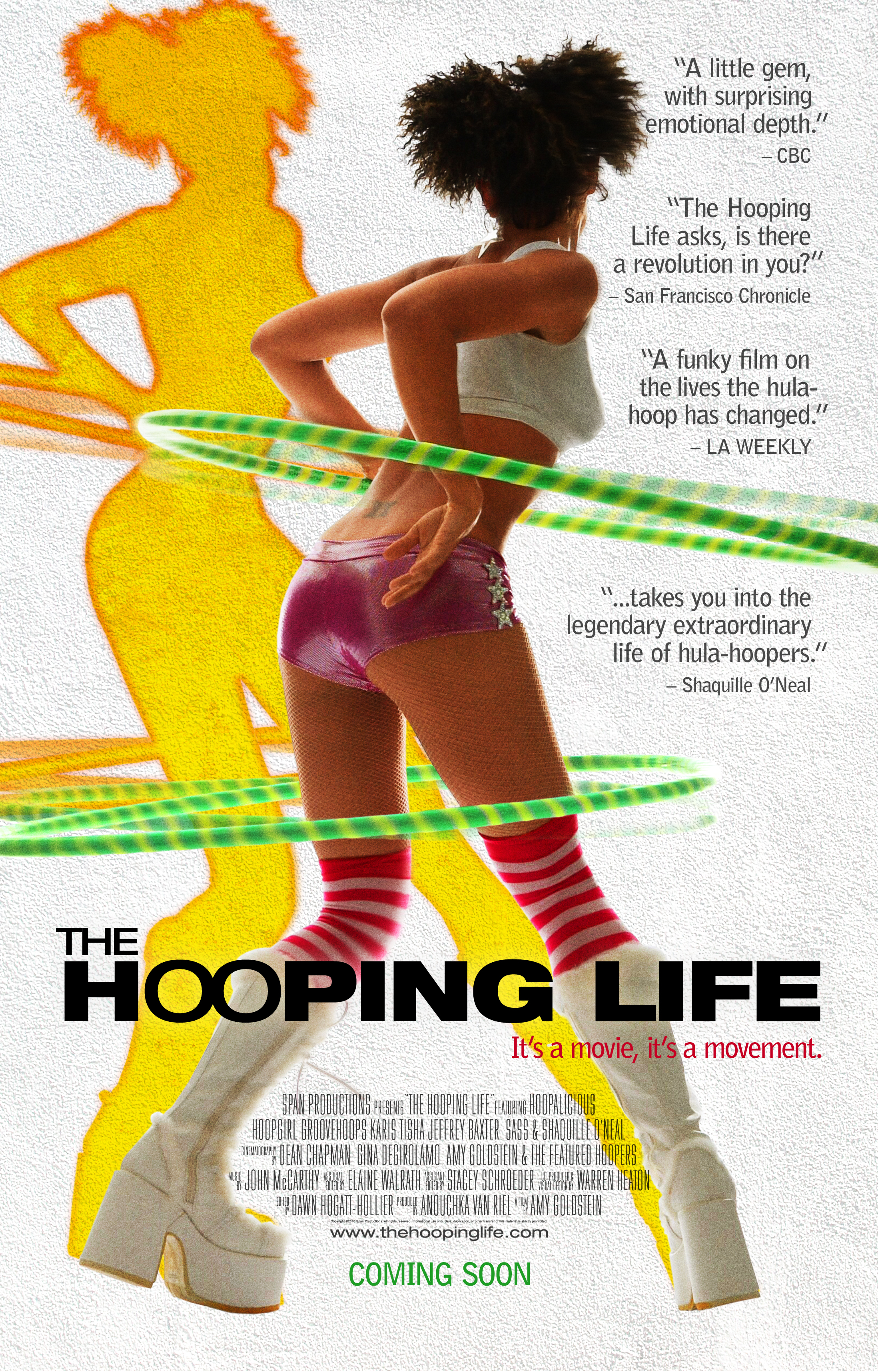
Póster promocional de The Hooping Life

- Kate Nash: Underestimate The Girl (2018)
- The Hooping Life (2010)
- East of A, 2000
- Check Under The Hood (Script - Polygram/ Jersey Films)
- The Silencer, 1992
- Veronica Clare, 1991

### Pilotos para TV
- Zero Cool (Fox)
- Wildlife (CBS)
- No Man's Land (HBO)
- Boomerang Baby (MTV)

### Cortometrajes
- Because the Dawn, 1988
- Commercial for Murder, 1987[10]
- Black Tie, 1986

### Clips musicales
- 2014 Basement Jaxx, The Hooping Life
- Cinco video de la cantante y actriz de Hong Kong Anita Mui
- 1995 Rod Stewart, "This"
- 1990 Rod Stewart, "Downtown Train"
- 1990 Kill for Thrills, “Commercial Suicide”